# 瀬戸大橋線
- 宇野線 > 瀬戸大橋線
- 本四備讃線 > 瀬戸大橋線
- 予讃線 > 瀬戸大橋線

瀬戸大橋線（せとおおはしせん）は、西日本旅客鉄道（JR西日本）と四国旅客鉄道（JR四国）が運営する鉄道路線のうち、岡山県岡山市北区の岡山駅から瀬戸大橋を通り香川県高松市の高松駅に至る区間の愛称である。以下の路線から構成されている。
- JR西日本
  - 宇野線：岡山駅 - 茶屋町駅間
  - 本四備讃線：茶屋町駅 - 児島駅間
- JR四国
  - 本四備讃線：児島駅 - 宇多津駅間
  - 予讃線：宇多津駅 - 坂出駅 - 高松駅間

旅客案内では、原則として本四備讃線に入る列車に対してのみ瀬戸大橋線の呼称が使用されているが、茶屋町駅から岡山方は瀬戸大橋線系統が本線扱いとなっているため、2020年（令和2年）ダイヤ改正時点では同区間でのみの折り返し運転列車についても瀬戸大橋線として案内され、茶屋町駅から四国へは向かわず宇野駅方面に入る列車のみを「宇野みなと線（宇野線）」として案内している。

## 概要

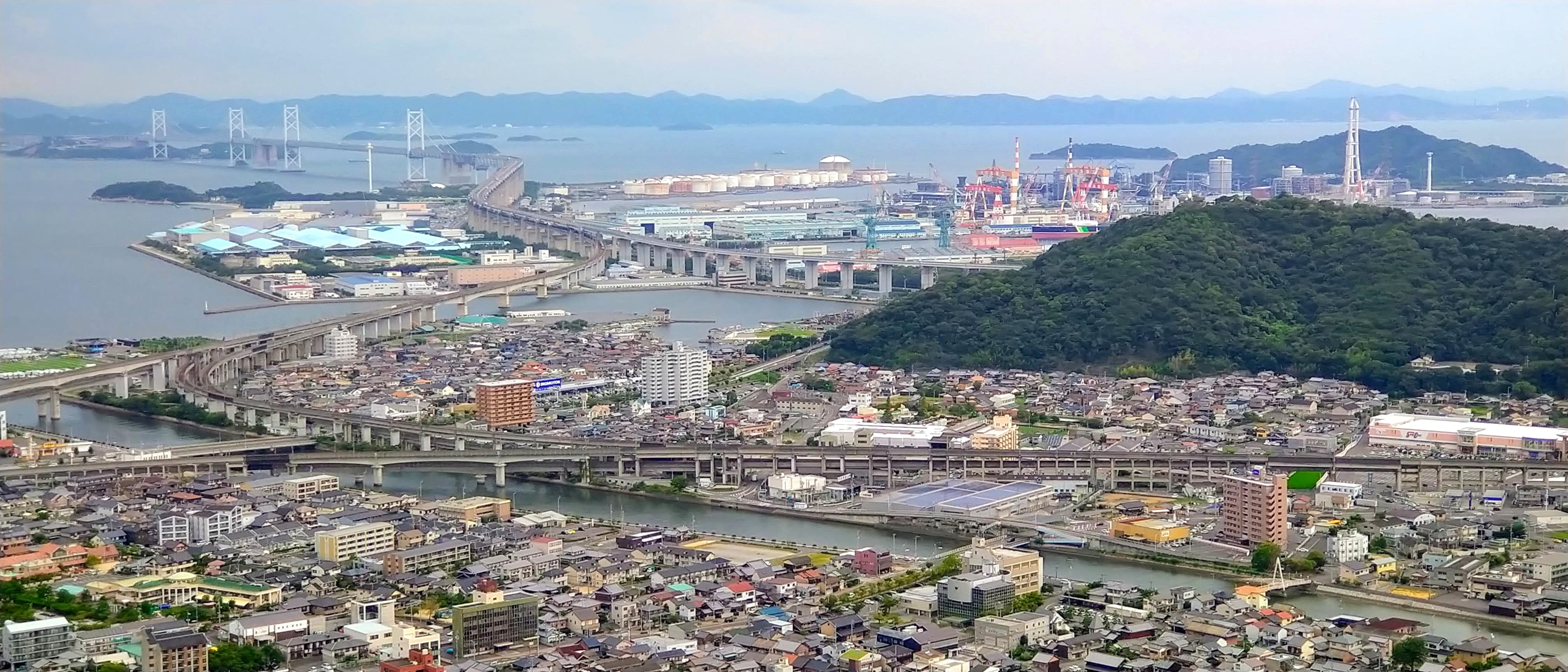
瀬戸大橋線（香川県坂出市・宇多津町）

1988年（昭和63年）3月20日、瀬戸大橋博覧会開催により茶屋町駅 - 児島駅間が暫定開業した。そして同年4月10日に全面開業し、従来運航されていた宇高連絡船に代わって本州と四国を結ぶ幹線鉄道として機能している。
岡山駅で山陽新幹線に連絡し、同駅と四国各地を結ぶ特急列車が多数運行されているほか、首都圏と四国を結ぶ寝台列車「サンライズ瀬戸」も運行されている。優等列車以外では岡山駅 - 高松駅間の快速「マリンライナー」の設定もある。また日本貨物鉄道（JR貨物）による貨物列車の運行も行われている。
全区間が直流電化され、本四備讃線区間は全線複線で整備されている。ただし、岡山県内の宇野線区間には一部単線の区間があり、これが列車増発や所要時間短縮のボトルネックとなっている。そのため、瀬戸大橋線の輸送改善のため宇野線内で部分複線化および、高速化が行われている。だが開通後に、瀬戸大橋の橋脚が建つ桁下の島々の住民から、列車通過時の騒音公害を提起され社会問題となったため、環境影響評価書の80ホンを超えないよう、減速運転をすることで決着した。
なお香川県は1990年度（平成2年度）から2年間をかけ、岡山駅 - 高松駅間のミニ新幹線化につき調査を実施したが、瀬戸大橋を中心に建設費が1,600億から1,800億円かかり、収支が楽観できないという結果が出たため、断念している。
全線がIC乗車カード「ICOCA」および「SHIKOKU ICOCA」の利用可能エリアに含まれている。2020年（令和2年）12月末時点で全国のJR会社境界がある路線の中で唯一、会社間を跨いでICカードを利用出来る路線となっている。また道路部分の債務償還が思うように進まず、鉄道部分の乗車が好調だったことから、児島駅 - 宇多津駅間は「公平性の担保」として、1996年（平成8年）1月10日から加算運賃（2019年10月1日時点で110円）が設定され、2001年（平成13年）に鉄道部分の債務4,900億円の償還完了後からは、道路との瀬戸大橋共用部の維持費として支払われる「本四利用料」や軌道維持費の一部に充当されている。
なお、瀬戸大橋区間には保安上の理由から下窓上昇式窓の車両や、橋上で長時間の緊急停車を余儀なくされる事態を考慮して、トイレ非設置の車両は営業運転できない（例外として、一段上昇窓を持つJR四国のキハ58系の一部には乗り入れ対応車が存在した）。そのため現在JR西日本から乗り入れてくる115系も下段固定窓に改造した車両のみ乗り入れるよう運用が限定されており、当初の「瀬戸大橋ブーム」の際に臨時で乗り入れた165系・167系にも同様の改造がされ、117系も一段下降窓を装備する100番台限定で使用された。またJR四国側も開業当時の普通列車の主力車両だった121系電車は乗り入れできない。このため、当初は東日本旅客鉄道（JR東日本）で廃車になっていた111系、後に113系を購入したり、乗り入れに特化した6000系電車を導入しなければならなったりするといった事情が存在する。

### 路線データ
- 管轄・路線距離（営業キロ）
  - 西日本旅客鉄道（第一種鉄道事業者）：
    - 岡山駅 - 児島駅間 27.8km

  - 四国旅客鉄道（第一種鉄道事業者）：
    - 児島駅 - 高松駅間 44.0km

  - 日本貨物鉄道（第二種鉄道事業者）：
    - 岡山駅 - 高松駅間 71.8km
- 軌間：1067mm
- 駅数：20（起終点駅含む）

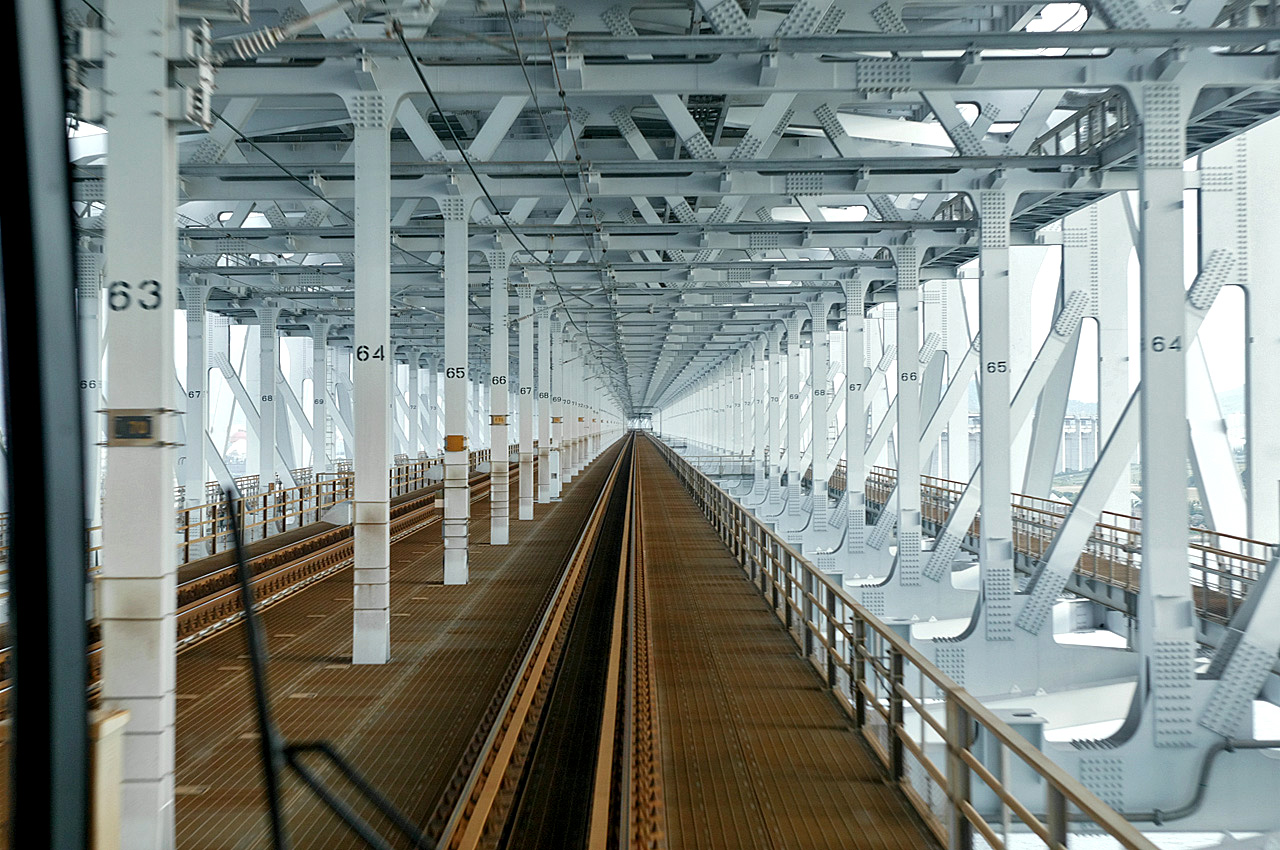
瀬戸大橋線・瀬戸大橋区間
（マリンライナー最後尾より）

- 複線区間：早島駅 - 久々原駅間、茶屋町駅 - 高松駅間
- 電化区間：全線電化（直流1500V）
- 閉塞方式：自動閉塞式
- 最高速度：
  - 茶屋町駅 - 児島駅間、宇多津駅 - 高松駅間 130km/h
  - 児島駅 - 宇多津駅間 120km/h
  - 岡山駅 - 茶屋町駅間 100km/h
- 運転指令所：
  - 岡山駅 - 児島駅間 中国総合指令所岡山指令所
  - 児島駅 - 高松駅間 高松CTC指令室
- 平均通過人員（JR西日本管轄 2013年度）[10]：
  - 岡山駅 - 茶屋町駅間 3万9124人/日
  - 茶屋町駅 - 児島駅間 2万7044人/日
- 輸送密度（JR四国管轄、2013年度）[11]
  - 児島駅 - 宇多津駅間 2万1716人/日

## 運行形態

### 優等列車
昼行特急列車として、岡山駅と松山方面とを結ぶ「しおかぜ」15往復、岡山駅と高知方面とを結ぶ「南風」14往復が運転されている。過去には岡山駅と徳島駅とを結ぶ「うずしお」2往復（岡山駅 - 宇多津駅間で「南風」と併結）が運転されていたが、2025年3月15日のダイヤ改正で廃止された（「南風」との併結も廃止）。
また夜行列車として東京駅 - 高松駅間の寝台特急「サンライズ瀬戸」が1往復運転されている。

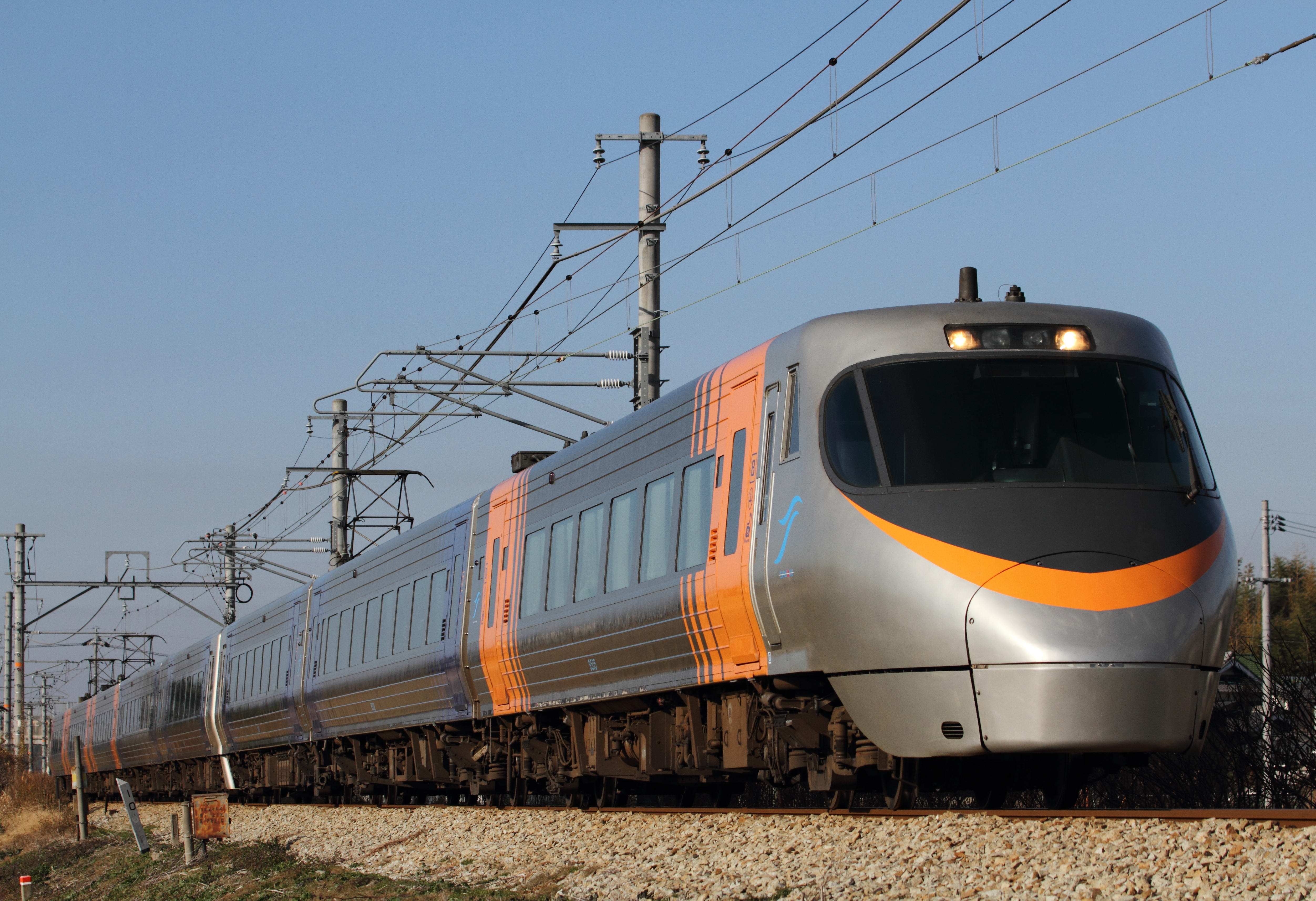
特急「しおかぜ」
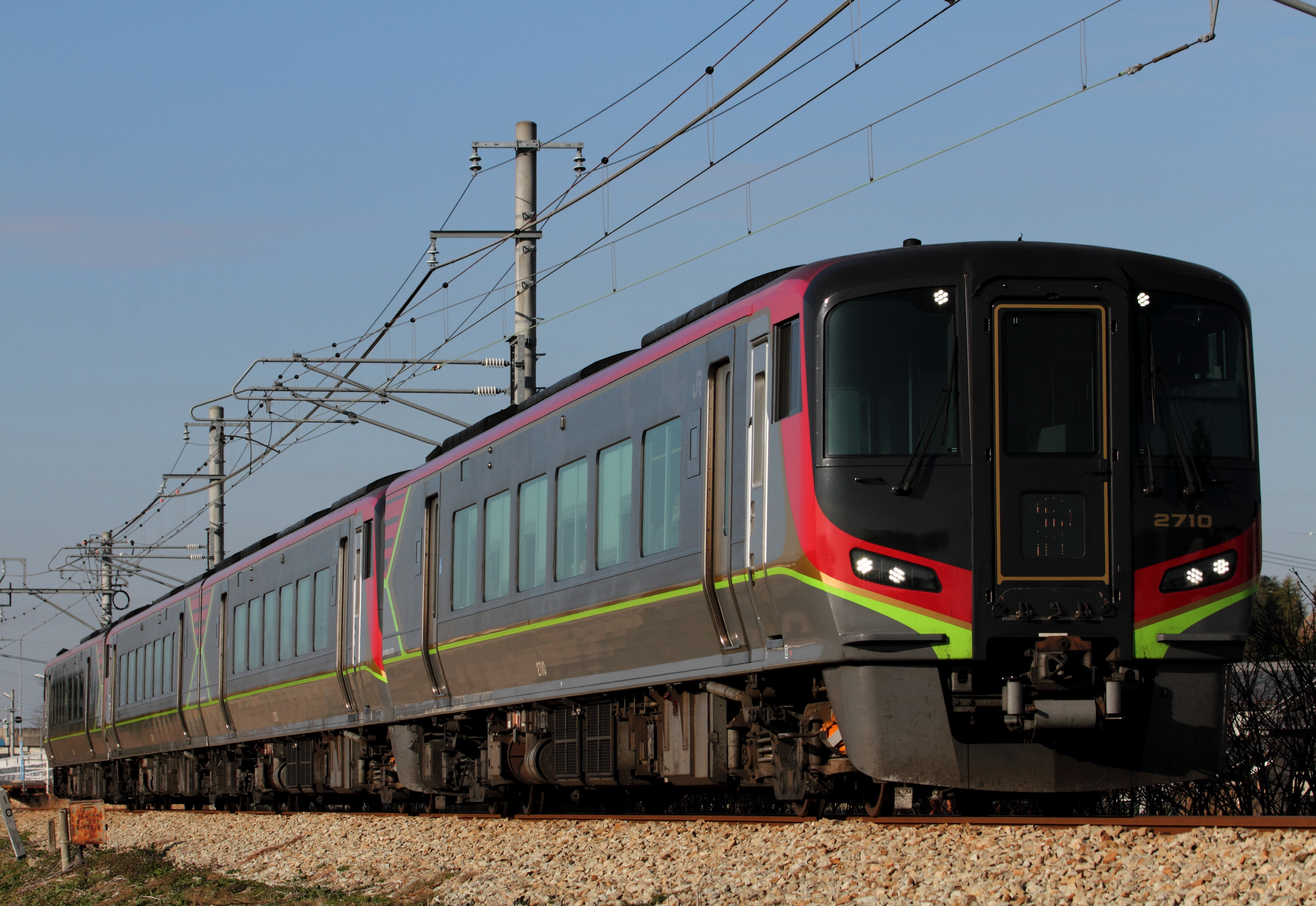
特急「南風」
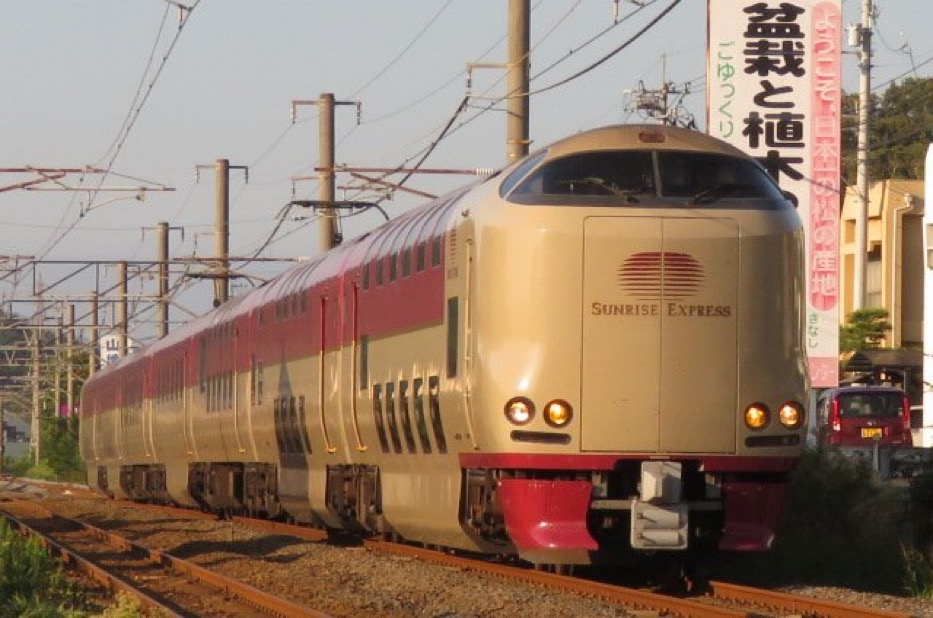
特急「サンライズ瀬戸」

### 快速「マリンライナー」
岡山駅 - 高松駅間で運転される快速列車。日中には毎時2本・30分間隔の運転を基本としている。宇野線区間では妹尾駅か早島駅のいずれか一方に必ず停車するが、朝・夜にはこの2駅双方とも停車する列車もある。また早朝・深夜には大元駅や備前西市駅に停車する列車もある。本四備讃線区間・予讃線区間（茶屋町駅 - 高松駅間）では途中で児島駅と坂出駅のみに停車するが、早朝・深夜の列車は本四備讃線区間内が各駅停車、予讃線内坂出駅- 高松駅間でも一部の途中駅に停車する（駅一覧参照）。

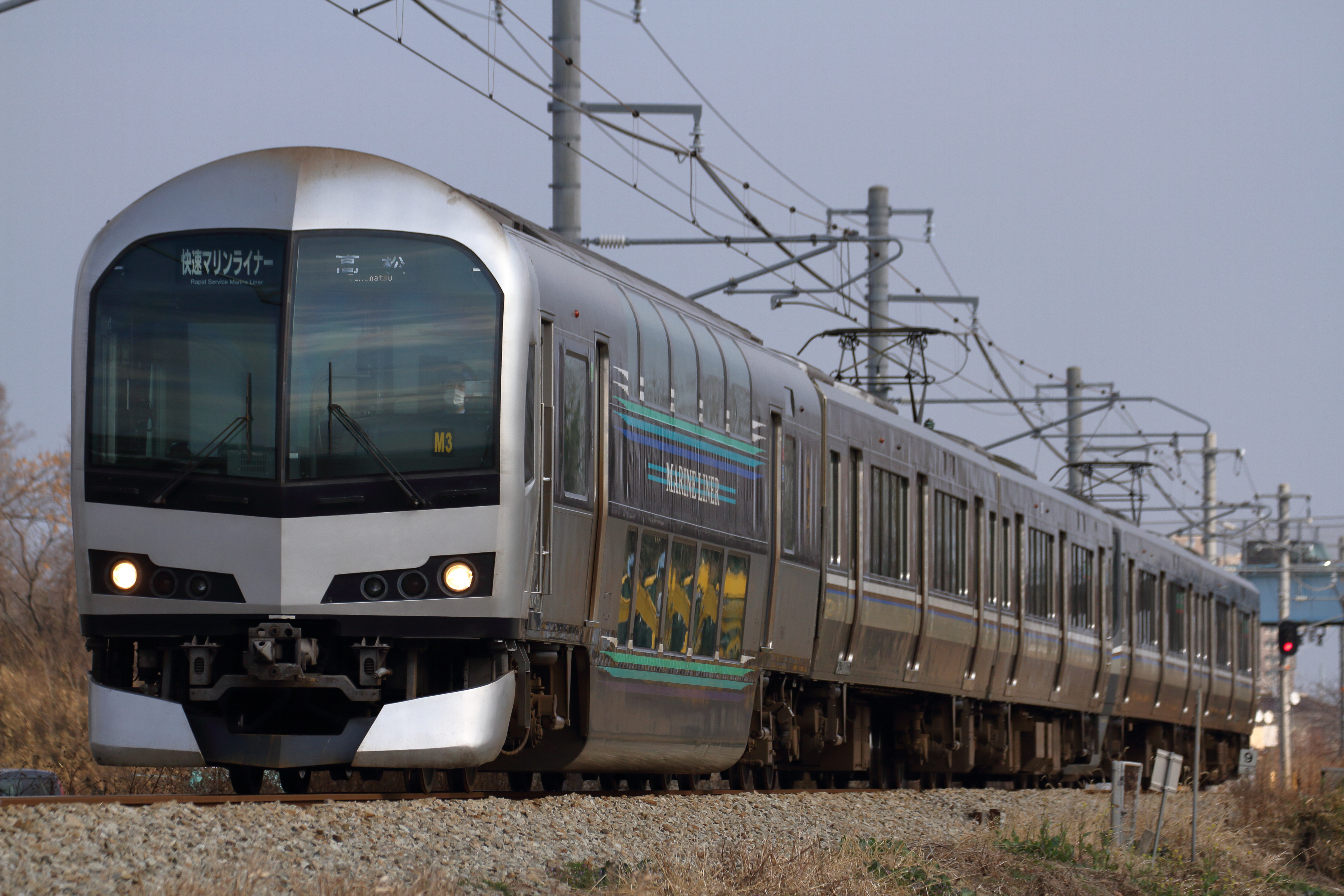
JR四国5000系による快速「マリンライナー」

### 本州内の快速
2020年3月14日のダイヤ改正より新設された快速列車。岡山駅 - 茶屋町駅間で、12時台と13時台にそれぞれ1往復ずつ運転される。岡山駅 - 妹尾駅間は各駅に停車し、妹尾駅 - 茶屋町駅間の途中駅は無停車となる。

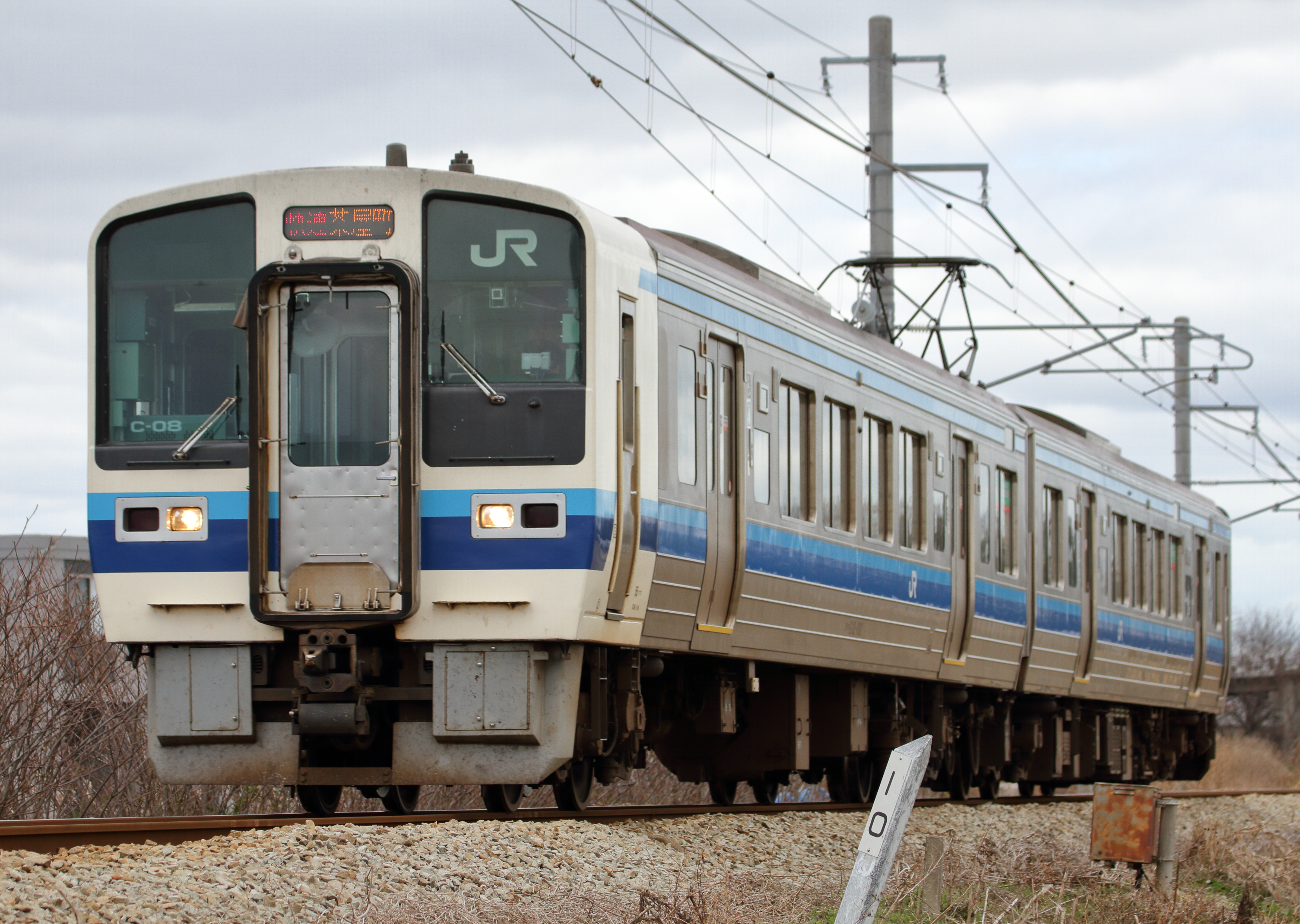
岡山駅 - 茶屋町駅間の快速列車に使用される213系

### 普通
各駅に停車する普通列車は、岡山駅 - 児島駅間の列車のほか、茶屋町駅から宇野線宇野駅方面へ直通する列車も運転されている。運転間隔は岡山駅 - 児島駅間で1時間に1 - 2本である。11時台にはこれに加えて、岡山駅 - 備前西市駅間の区間運転が1往復運行される。なお、以前は宇多津駅から予讃線多度津駅方面へ直通する岡山駅 - 観音寺駅・土讃線琴平駅間の列車が運転されていたが、2019年3月16日のダイヤ改正により廃止された。

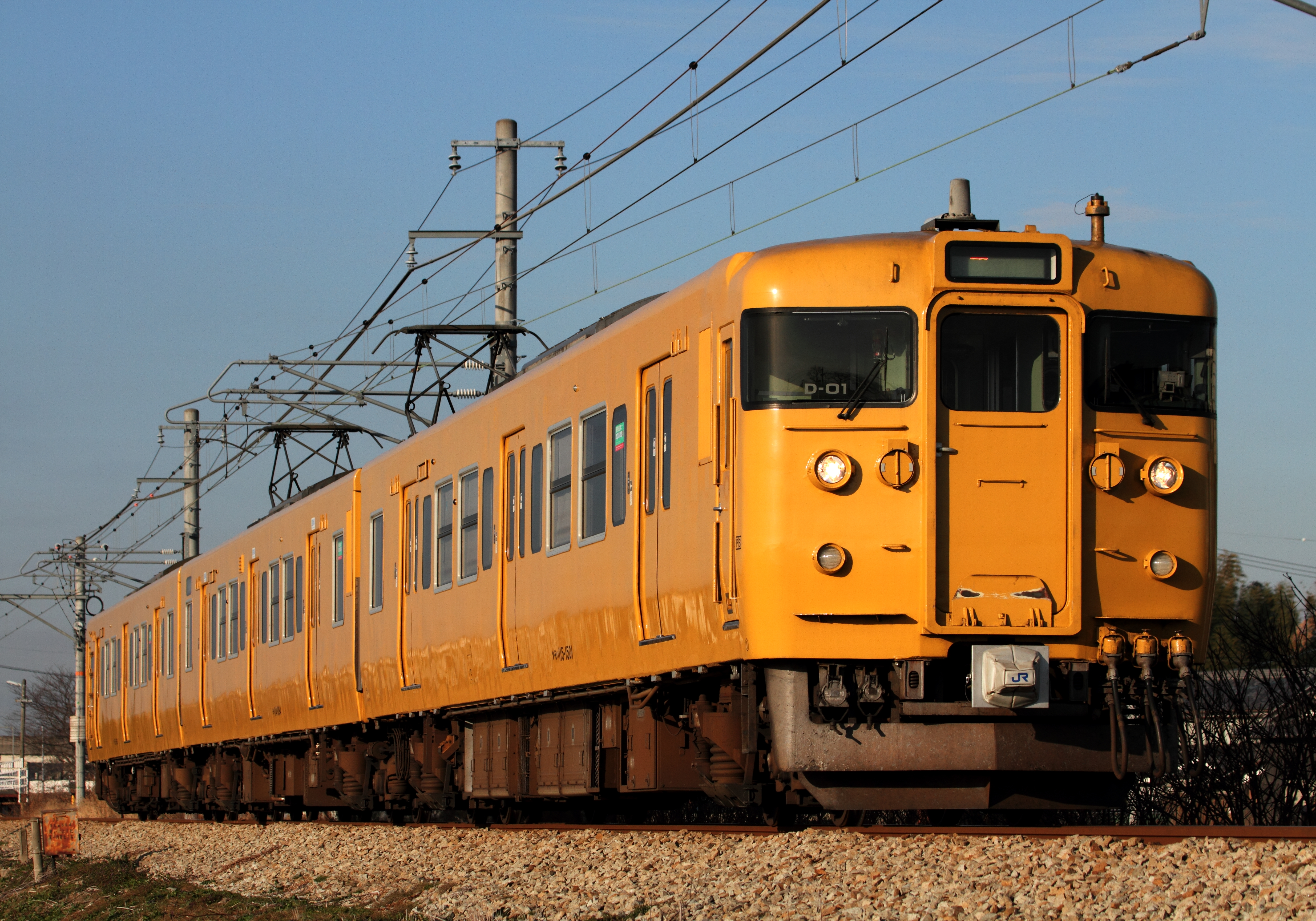
115系による普通
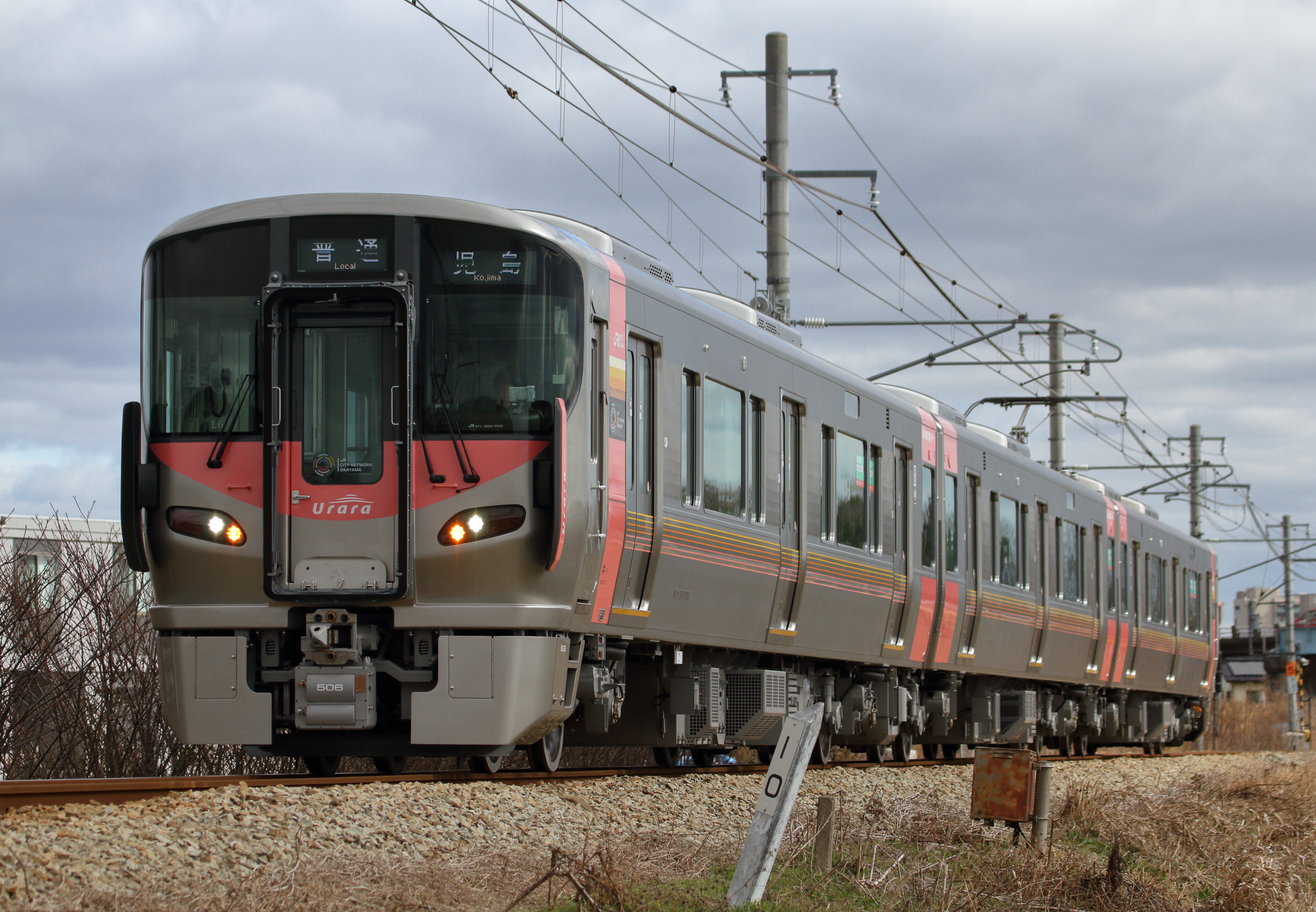
227系500番台による普通

### 観光列車
休日を中心に瀬戸大橋アンパンマントロッコが岡山駅 - 高松駅間、岡山駅 - 土讃線琴平駅間で各1往復運転されている。
2016年7月1日からはそれまで岡山駅 - 宇野線宇野駅間で運転されていたLa Malle de Bois（ラ・マル・ド・ボァ）が、あらたに岡山駅 - 高松駅間でも運転されることとなり、列車名「ラ・マルせとうち」として週1本運転されていた。2017年春から岡山駅 - 琴平駅間に「ラ・マルことひら」も設定され、同年秋からは岡山駅 - 高松駅間の「ラ・マルせとうち」に代わり、岡山駅 - 琴平駅間で「ラ・マルことひら」が祝日に運転されている。

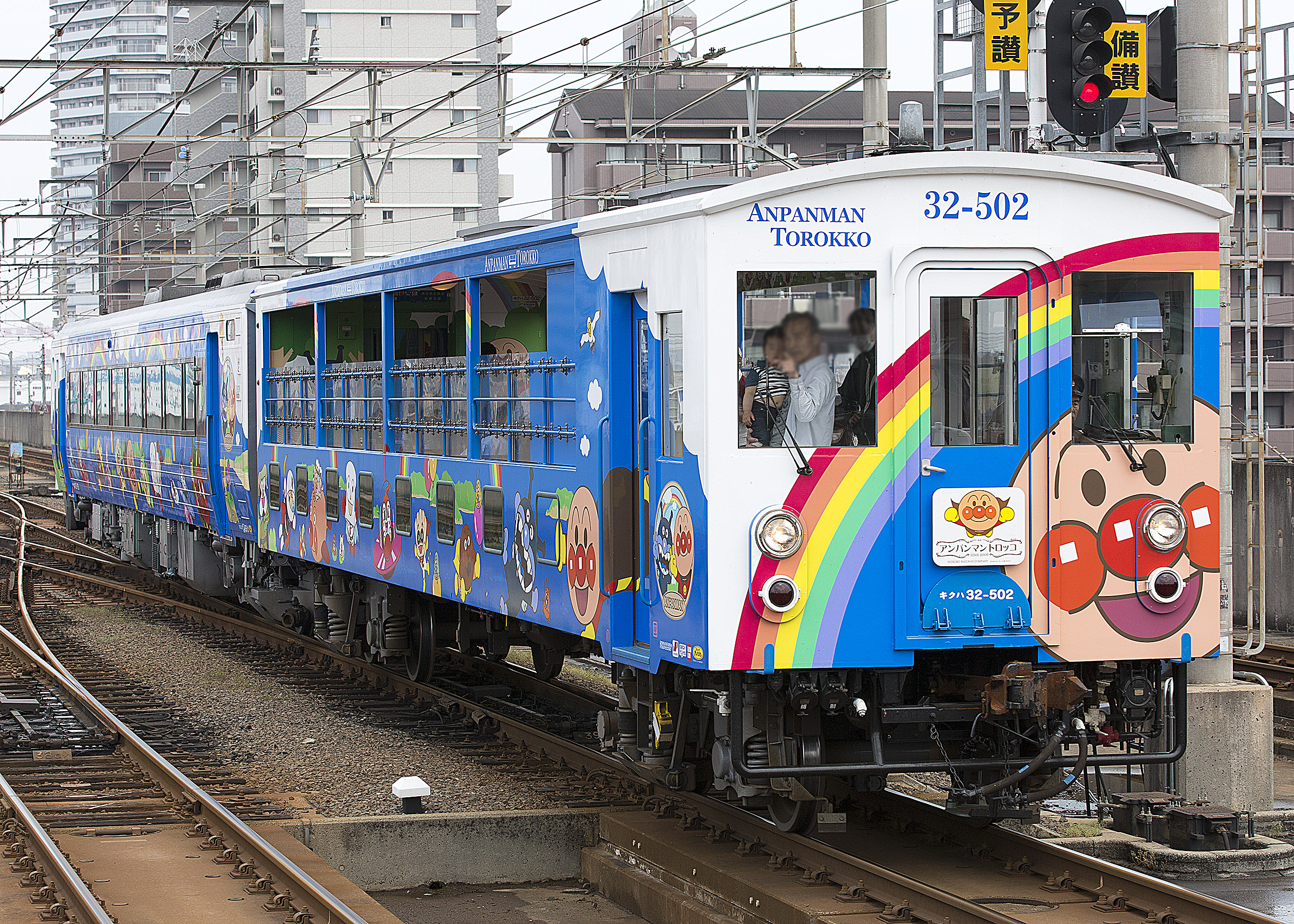
アンパンマントロッコ
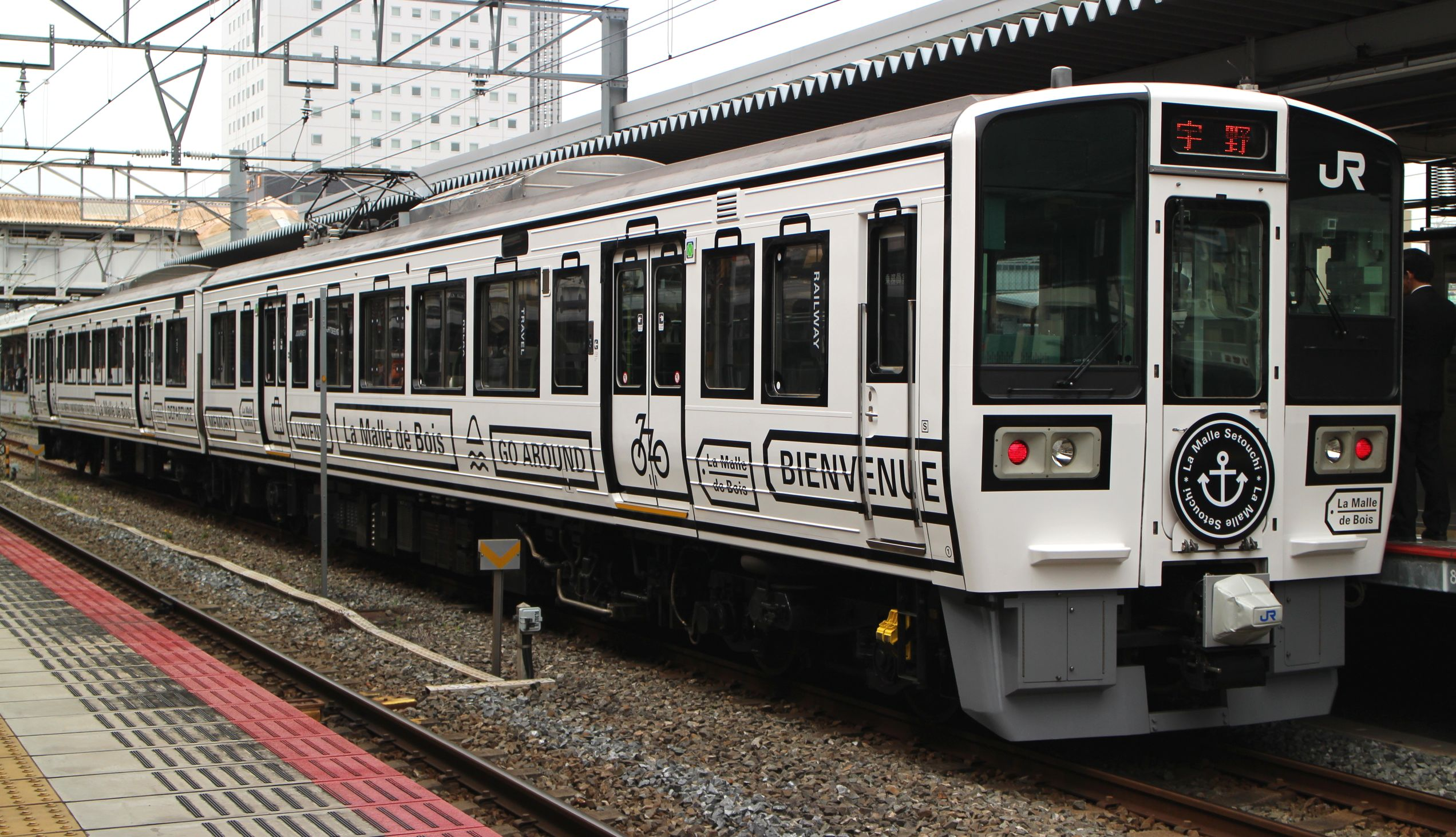
ラ・マル・ド・ボァ

## 駅一覧
予讃線内は、快速「マリンライナー」の停車駅および貨物駅のみを記載。これ以外の駅については「予讃線#駅一覧」を参照。
- （貨）：貨物専用駅
- 停車駅
  - 普通…岡山駅 - 児島駅間で運行、各駅に停車
  - 快速・快速「マリンライナー」 …●：全列車停車、◆：半数程度が停車、▲：早朝・ラッシュ時・深夜に一部停車、｜：全列車通過、宇多津駅（||印）：ホームは経由せず同駅構内の短絡線を経由、空白：運行せず
  - 特急…#優等列車に挙げられている各列車記事を参照
- 線路 … ||：複線区間、◇・｜：単線区間（◇は列車交換可能）、∨：ここより下は単線、∧：ここより下は複線
  - 大元駅から岡山方約0.9km、児島方約1.1km、妹尾駅から岡山方約1.7km、早島駅から岡山方約1.3km、久々原駅から児島方約0.5kmは複線であり（大元駅・妹尾駅周辺の複線は、駅構内の交換設備の扱い）、通過列車は線路上の分岐器手前で交換を行う場合がある。
- 駅番号 … JR四国区間は2006年（平成18年）3月1日より予讃線の駅番号として導入。JR西日本区間は2020年（令和2年）9月より順次導入予定[17]。JR西日本では「駅ナンバー」の表現を使用しているが、便宜上当稿では「駅番号」に統一する。

| 運行事業者                                   | 路線名                     | 駅番号   | 駅名       | 駅間 営業 キロ | 累計営業キロ   | 累計営業キロ    | 快速                                      | マリンライナー                                                                 | 接続路線 | 線路            | 所在地          | 所在地        | 所在地        |
| 運行事業者                                   | 路線名                     | 駅番号   | 駅名       | 駅間 営業 キロ | 岡山 から      | 路線 起点 から  | 快速                                      | マリンライナー                                                                 | 接続路線 | 線路            | 所在地          | 所在地        | 所在地        |
| -------------------------------------------- | -------------------------- | -------- | ---------- | -------------- | -------------- | --------------- | ----------------------------------------- | ------------------------------------------------------------------------------ | --- | --------------- | --------------- | ------------- | ------------- |
| 西日本旅客鉄道                               | 宇野線                     | JR-M01   | 岡山駅     | -              | 0.0            |                 | ●                                         | ●                                                                              | 西日本旅客鉄道： 山陽新幹線・ 山陽本線（JR-S01,JR-W01）・ 赤穂線（JR-N01）・ 伯備線（JR-V01）・ 津山線・ 吉備線（桃太郎線:JR-U01） 岡山電気軌道：東山本線 …岡山駅前停留場（H01,S01） | ∨               | 岡山県          | 岡山市        | 北区          |
| 西日本旅客鉄道                               | 宇野線                     | JR-M02   | 大元駅     | 2.5            | 2.5            |                 | ●                                         | ▲                                                                              | | ◇               | 岡山県          | 岡山市        | 北区          |
| 西日本旅客鉄道                               | 宇野線                     | JR-M03   | 備前西市駅 | 2.0            | 4.5            |                 | ●                                         | ▲                                                                              | | ◇               | 岡山県          | 岡山市        | 南区          |
| 西日本旅客鉄道                               | 宇野線                     | JR-M04   | 妹尾駅     | 3.8            | 8.3            |                 | ●                                         | ◆                                                                              | | ◇               | 岡山県          | 岡山市        | 南区          |
| 西日本旅客鉄道                               | 宇野線                     | JR-M05   | 備中箕島駅 | 1.9            | 10.2           |                 | ｜                                        | ｜                                                                             | | ｜              | 岡山県          | 岡山市        | 南区          |
| 西日本旅客鉄道                               | 宇野線                     | JR-M06   | 早島駅     | 1.7            | 11.9           |                 | ｜                                        | ◆                                                                              | | ∧               | 岡山県          | 都窪郡 早島町 | 都窪郡 早島町 |
| 西日本旅客鉄道                               | 宇野線                     | JR-M07   | 久々原駅   | 1.3            | 13.2           |                 | ｜                                        | ｜                                                                             | | ∨               | 岡山県          | 都窪郡 早島町 | 都窪郡 早島町 |
| 西日本旅客鉄道                               | 宇野線                     | JR-M08   | 茶屋町駅   | 1.7            | 14.9           | 茶屋町 から 0.0 | ●                                         | ●                                                                              | 西日本旅客鉄道： 宇野線（宇野みなと線）（宇野方面:JR-L08） | ∧               | 岡山県          | 倉敷市        | 倉敷市        |
| 西日本旅客鉄道                               | 本四備讃線                 | JR-M08   | 茶屋町駅   | 1.7            | 14.9           | 茶屋町 から 0.0 | ●                                         | ●                                                                              | 西日本旅客鉄道： 宇野線（宇野みなと線）（宇野方面:JR-L08） | ∧               | 岡山県          | 倉敷市        | 倉敷市        |
| 西日本旅客鉄道                               | JR-M09                     | 植松駅   | 2.9        | 17.8           | 2.9            |                 | ▲                                         |                                                                                | \|\| | 岡山市 南区     | 岡山市 南区     |               |               |
| 西日本旅客鉄道                               | JR-M10                     | 木見駅   | 2.7        | 20.5           | 5.6            |                 | ▲                                         |                                                                                | \|\| | 倉敷市          | 倉敷市          |               |               |
| 西日本旅客鉄道                               | JR-M11                     | 上の町駅 | 4.1        | 24.6           | 9.7            |                 | ▲                                         |                                                                                | \|\| | 倉敷市          | 倉敷市          |               |               |
| 西日本旅客鉄道                               | JR-M12                     | 児島駅   | 3.2        | 27.8           | 12.9           |                 | ●                                         |                                                                                | \|\| | 倉敷市          | 倉敷市          |               |               |
| 四国旅客鉄道                                 | JR-M12                     | 児島駅   | 3.2        | 27.8           | 12.9           |                 | ●                                         |                                                                                | \|\| | 倉敷市          | 倉敷市          |               |               |
| （この間で瀬戸大橋を渡り瀬戸内海を横断する） |                            |          |            |                |                |                 |                                           |                                                                                | |                 |                 |               |               |
| Y09                                          | 宇多津駅                   | 18.1     | 45.9       | 31.0           |                | \|\|            | 四国旅客鉄道：●Y 予讃線（多度津方面:Y09） | \|\|                                                                           | 香川県 | 綾歌郡 宇多津町 | 綾歌郡 宇多津町 |               |               |
| Y09                                          | 宇多津駅                   | 18.1     | 45.9       | 予讃線         | 高松 から 25.9 | \|\|            | 四国旅客鉄道：●Y 予讃線（多度津方面:Y09） | \|\|                                                                           | 香川県 | 綾歌郡 宇多津町 | 綾歌郡 宇多津町 |               |               |
| Y08                                          | 坂出駅                     | 4.6      | 50.5       | 予讃線         | 21.3           |                 | ●                                         | 四国旅客鉄道：●Y 予讃線（多度津方面:Y08）                                      | 香川県 | \|\|            | 坂出市          | 坂出市        |               |
| Y06                                          | 鴨川駅                     | 4.7      | 55.2       | 予讃線         | 16.6           |                 | ▲                                         |                                                                                | 香川県 | \|\|            | 坂出市          | 坂出市        |               |
| Y04                                          | 国分駅                     | 4.7      | 59.9       | 予讃線         | 11.9           |                 | ▲                                         |                                                                                | 香川県 | \|\|            | 高松市          | 高松市        |               |
| Y03                                          | 端岡駅                     | 2.4      | 62.3       | 予讃線         | 9.5            |                 | ▲                                         |                                                                                | 香川県 | \|\|            | 高松市          | 高松市        |               |
| Y02                                          | 鬼無駅                     | 3.4      | 65.7       | 予讃線         | 6.1            |                 | ▲                                         |                                                                                | 香川県 | \|\|            | 高松市          | 高松市        |               |
| -                                            | （貨）高松貨物ターミナル駅 | 1.4      | 67.1       | 予讃線         | 4.7            |                 | ｜                                        |                                                                                | 香川県 | \|\|            | 高松市          | 高松市        |               |
| Y00                                          | 高松駅                     | 4.7      | 71.8       | 予讃線         | 0.0            |                 | ●                                         | 四国旅客鉄道：●T 高徳線（T28） 高松琴平電気鉄道：琴平線 …高松築港駅（K00,N00） | 香川県 | \|\|            | 高松市          | 高松市        |               |

1. 1 2  赤穂線は山陽本線東岡山駅、伯備線は山陽本線倉敷駅が路線の起終点であるが、運転系統上は岡山駅を起終点とする。

## 利用状況
2009年（平成21年）10月22日に瀬戸大橋線の利用者が2億人に達した。瀬戸大橋線の年間利用者数は、1993年度（平成5年度）にピークになった1,094万人から下がりはじめ、1998年度（平成10年度）の神戸淡路鳴門自動車道開通や、2008年度（平成20年度）の高速道路休日1,000円、2010年度（平成22年度）には瀬戸中央自動車道の料金割引の影響により、過去最低の720万人にまで減少した。その後は徐々に回復し、横ばい傾向がみられる。
| 年度     | 1988   | 1989  | 1990   | 1991   | 1992   | 1993   | 1994  | 1995   | 1996   | 1997   | 1998  | 1999  |
| -------- | ------ | ----- | ------ | ------ | ------ | ------ | ----- | ------ | ------ | ------ | ----- | ----- |
| 輸送人員 | 10,997 | 9,879 | 10,245 | 10,906 | 10,680 | 10,940 | 9,919 | 10,225 | 10,169 | 10,151 | 9,468 | 8,969 |
| 年度     | 2000   | 2001  | 2002   | 2003   | 2004   | 2005   | 2006  | 2007   | 2008   | 2009   | 2010  | 2011  |
| 輸送人員 | 8,678  | 8,518 | 8,237  | 8,056  | 7,872  | 7,893  | 8,000 | 8,283  | 8,004  | 7,274  | 7,199 | 7,273 |
| 年度     | 2012   | 2013  | 2014   | 2015   | 2016   | 2017   | 2018  | 2019   |        |        |       |       |
| 輸送人員 | 7,477  | 7,574 | 7,471  | 7,793  | 7,893  | 7,971  | 7,814 | 7,640  |        |        |       |       |